# Palpomyia tuvae
Palpomyia tuvae är en tvåvingeart som beskrevs av Remm 1972. Palpomyia tuvae ingår i släktet Palpomyia och familjen svidknott. Inga underarter finns listade i Catalogue of Life.